# Coenosia rhaensis
Coenosia rhaensis är en tvåvingeart som beskrevs av Willi Hennig 1961. Coenosia rhaensis ingår i släktet Coenosia och familjen husflugor. Inga underarter finns listade i Catalogue of Life.